# L'Ami du peuple

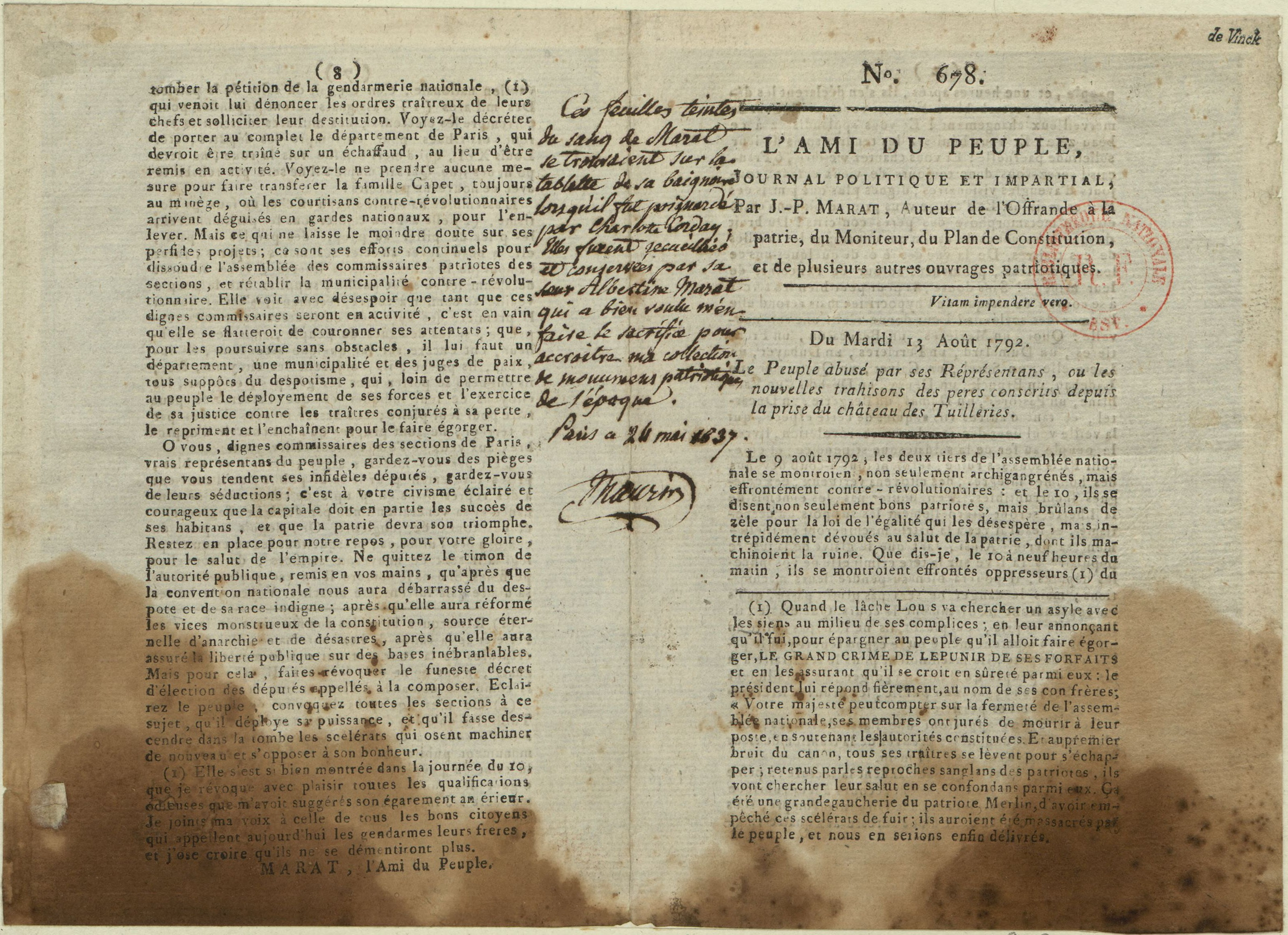
Uma cópia do L'Ami du peuple manchada com o sangue de Marat

L'Ami du peuple (francês: [lami dy pœpl] , O Amigo do Povo) foi um jornal escrito por Jean-Paul Marat durante a Revolução Francesa. "O jornal radical mais célebre da Revolução", de acordo com o historiador Jeremy D. Popkin, L'Ami du peuple era um defensor dos direitos das classes mais baixas contra aqueles que Marat acreditava serem inimigos do povo, o que ele não hesitou em mencionar em seus escritos. Esses documentos foram considerados perigosos porque muitas vezes provocavam comportamentos violentos e rebeldes. 

## Começo
Como eleitor do Distrito dos Carmes Déchaussés em 1789, Marat tentou convencer a assembléia eleitoral a publicar um diário para manter seu eleitorado informado dos eventos políticos atuais. Quando eles não aceitaram sua proposta, Marat renunciou ao cargo de eleitor para se concentrar em escrever um jornal, inicialmente intitulado Le Publiciste parisien. A primeira edição foi publicada em 12 de setembro de 1789. Após vários problemas, o nome foi alterado para L'Ami du peuple.

## Lutas iniciais
A revista foi impressa no formato octavo, geralmente com oito páginas, embora ocasionalmente se expandisse para doze ou dezesseis páginas. Marat normalmente publicava L'Ami du Peuple diariamente, mas há várias lacunas em sua publicação devido às várias vezes em que Marat se escondeu para evitar ser preso, durante o qual ele não imprimiu seu diário. Seus contínuos ataques contra Jacques Necker, Jean Sylvain Bailly, o conde de Mirabeau, a Comuna de Paris, o marquês de Lafayette, a Assembléia Nacional Constituinte, a Assembléia Legislativa, a Convenção Nacional, os emigrados e o próprio rei Luís XVI causaram vários decretos de ilegalidade e acusação contra ele e tenta suprimir seu diário. Sua imprensa foi destruída e cópias de L'Ami du peuple confiscadas pelo menos duas vezes. Em uma ocasião, sua impressora foi presa, e as placas usadas para imprimir uma questão especialmente controversa - na qual ele ameaçava arrancar o coração de Lafayette, queimar o rei e empalar os deputados da Assembléia em seus assentos - foram destruídas.
Marat, sem fonte de renda independente, usou grande parte de suas próprias economias para imprimir L'Ami du peuple. No início de 1792, depois de retornar de uma estada de dois meses na Inglaterra, não podia continuar com o diário. Com o apoio financeiro de sua nova esposa, Simonne Evrard, ele pôde renovar a publicação. Após a suspensão da monarquia em 10 de agosto de 1792, o Comitê de Polícia e Vigilância da Comuna de Paris deu a Marat quatro das prensas reais, e a nova imprimerie de Marat foi criada no porão do Convento dos Cordeliers.

## Marat na Convenção Nacional
Em 9 de setembro de 1792, Marat foi eleito para a Convenção Nacional. Em 25 de setembro, ele iniciou um novo periódico intitulado Journal de la République française. Em abril de 1793, os girondistas aprovaram uma lei (posteriormente revogada) tornando ilegal para os membros da Convenção, ao mesmo tempo serem  legisladores e jornalistas; em resposta, Marat mudou novamente o nome de seu diário - desta vez para Publiciste de la Révolution française - alegando ser um publicitário, não um jornalista. Continuaria sob esse nome até sua morte.
Marat renunciou à Convenção em 3 de junho de 1793, após a derrubada dos girondinos. Sua doença de pele estava agora acompanhada de uma queixa pulmonar e ele passava grande parte do tempo em um banho medicinal. Seu diário durante esse período consiste principalmente de cartas de seus muitos correspondentes. Em 13 de julho, Marat foi assassinado por Charlotte Corday; a última edição de seu diário foi publicada no dia seguinte à sua morte. 

## Impacto e influência
Ao todo, o L'Ami du peuple de Marat chegou a quase setecentas edições, e o diário que ele iniciou na eleição para a Convenção chegou a quase duzentas e cinquenta edições, além de muitos outros panfletos. A popularidade de seu artigo levou a muitas falsificações durante seus períodos de ocultação (por aqueles que simpatizavam com seus pontos de vista e por aqueles que desejavam deturpá-lo) e depois de sua morte. Seu jornalismo incendiário é creditado por desempenhar um papel significativo na Marcha das Mulheres em Versalhes, em outubro de 1789, a suspensão da monarquia em 10 de agosto de 1792, nos Massacres de setembro e no incitamento a outras ações da multidão  revolucionária.

## Nas próprias palavras de Marat
Marat descreve o início e a evolução em seu diário (juntamente com suas opiniões políticas) em seu jornal de 19 de março de 1793: 
 No início da Revolução, cansado das perseguições que vivi por tanto tempo nas mãos da Academia de Ciências, abracei ansiosamente a ocasião que se apresentava de derrotar meus opressores e alcançar minha posição adequada. Cheguei à Revolução com minhas idéias já formadas e conhecia tão bem os princípios da alta política que eles se tornaram lugares comuns para mim. Tendo mais confiança nos falsos patriotas da Assembléia Constituinte do que eles mereciam, fiquei surpreso com a mesquinharia deles, com a falta de virtude. Acreditando que eles precisavam de luz, entrei em contato com os deputados mais famosos, principalmente com Chapelier, Mirabeau e Barnave. Seu silêncio teimoso em todas as minhas cartas logo me provou que, embora precisassem de luz, pouco se importavam com a iluminação. Adotei o curso de publicação de minhas idéias por meio da imprensa. Eu fundei o Ami du Peuple. Comecei com um tom severo, mas honesto, o de um homem que deseja dizer a verdade sem quebrar as convenções da sociedade. Eu mantive esse tom por dois meses inteiros. Desapontado ao descobrir que isso não produziu todo o efeito que eu esperava, e indignado com o aumento constante da ousadia dos representantes infiéis do povo e dos funcionários públicos mentirosos, senti que era necessário renunciar à moderação e substituir sátira e ironia à simples censura. A amargura da sátira aumentou com o número de má administração, a iniqüidade de seus projetos e os infortúnios públicos. Fortemente convencido da perversidade absoluta dos partidários do antigo regime e dos inimigos da liberdade, senti que nada lhes podia ser obtido a não ser pela força. Revolta por suas tentativas, por suas tramas sempre recorrentes, percebi que não haveria fim neles, exceto exterminando os culpados por elas. Indignado ao ver os representantes da nação unidos aos seus inimigos mais mortais e às leis que servem apenas para tiranizar os inocentes que eles deveriam ter protegido, lembrei ao povo soberano que, como eles não tinham mais o que esperar de seus representantes, convoquei-os a fazer justiça por si mesmos. Isso foi feito várias vezes. 